# Barrage de Castelo do Bode
Le barrage de Castelo do Bode est l’un des plus grands barrages portugais. Il fait partie de l'ensemble de barrages du bassin du Zêzere dans la région Centre (région de Beiras).  Avec le barrage de Bouçã en amont, le barrage de Castelo do Bode est le dernier barrage du bassin du Zêzere. Il est situé à la périphérie des municipalités de Tomar et Abrantes, dans le district de Santarém. C'est l'un des bâtiments les plus hauts du Portugal. 
Le barrage de Castelo do Bode est utilisé pour l’alimentation en eau potable de Lisbonne, la production d’énergie, la protection contre les inondations et les activités de loisirs. Il est utilisé par les amateurs de sport tels que la planche à voile, la voile, l'aviron, la navigation de plaisance et le jet ski, ainsi que la pêche sportive ( truite, achigan à grande bouche, anguille et écrevisse rouge ). 

## Données techniques

### Barrage
La construction du barrage a débuté en 1945 sous la direction de l'ingénieur André Coyne pour le compte de la société Moniz da Maia & Vaz Guedes. Il fut achevé en 1951.   
C'est un barrage poids voûte. Sa hauteur maximale au-dessus des fondations est de 115 mètres. L'altitude de la cime est de 124,3 m et la longueur de la cime est de 402 m. Les fondations sont en gneiss et mica schiste. Son volume total de béton vaut 430 000 m³. 

### Réservoir
Le réservoir est situé dans une zone de précipitations annuelles moyennes de 1200mm. Le débit total annuel  2 352 000 000m³ en moyenne. Le débit d'inondation millénaire est de 4   750 m³ / s. Le niveau de stockage maximal est de 121,00 m et le niveau maximal de crue est de 122,00 m. La surface du réservoir au niveau de stockage maximal est de 32 910 000 m². La capacité totale est de 1 095 000 000 m³, mais sa capacité utile est seulement de 900 500 000 m³. 
Les plages d'Alverangel (municipalité de S. Pedro) et de Montes (municipalité d'Olalhas ) ont été distinguées par Quercus avec le classement Gold Quality dans la liste des plages ou des eaux de baignade 2016. 

### Déversoir
Le barrage a un déversoir à deux portes. La crête du déversoir à une hauteur de 105 m au-dessus des  fondations avec une ouverture verticale 28 m. Le débit maximum déchargé est de 4 000 m³ / s. 

### Centrale hydroélectrique
Le barrage a une centrale hydroélectrique équipée par trois générateurs d’ électricité. La capacité installée est de 159 MW et l'énergie produite en moyenne annuelle atteint 396,5 GWh. 